# Levain naturel
Pour les articles homonymes, voir Levain (homonymie).

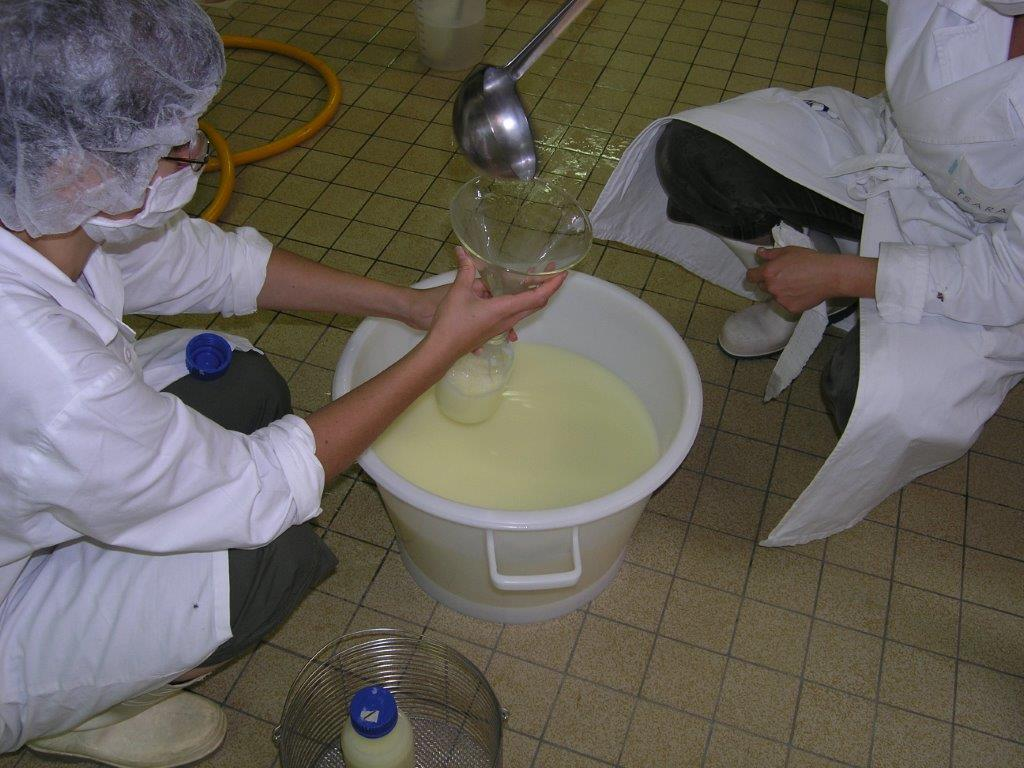
Prélèvement de levains naturels

Le levain naturel (ou levain sauvage ou indigène) est une flore microbienne destinée à produire une fermentation dans laquelle interagissent principalement des bactéries lactiques, majoritaires, ainsi que des levures et moisissures,. La sélection de ces ensembles de microorganismes, adaptés à diverses fermentations, fait appel à des processus de fabrication.
Les aliments fermentés sont produits à partir de flores fermentaires sauvages ou de cultures de levains. Ce sont donc des structures vivantes, dynamiques, en perpétuelle évolution.

## Définition
Un levain naturel est un écosystème microbien, essentiellement lactique, sélectionné par repiquage et permettant la fermentation de la matière première à laquelle il est ajouté.
Selon Leroy et De Vuyst (2004), tout levain est « un ensemble microbien formé de nombreuses cellules appartenant au moins à une espèce ou à un genre, qui, ajouté à une matière première alimentaire, doit permettre l’obtention d’un produit fermenté en orientant et en accélérant son processus de fermentation.»  Un levain naturel répond donc bien à cette définition.

## Origine
La flore microbienne constitutive des levains naturels dépend de quatre sources ou facteurs principaux :
- Les matières premières entrant dans la composition du produit. Un écosystème microbien sauvage est naturellement présent sur et dans les matières premières utilisées pour la fabrication du produit fermenté. Celui-ci va évoluer du fait des fabrications successives, et la sélection des microorganismes les plus adaptés au milieu de culture va s’opérer[1],
- L’environnement de travail dans lequel s’organise la production (air, hygiène des opérateurs, matériels),
- Le processus de fabrication utilisé (technologie, conditions : température, mais aussi savoir-faire),
- Les apports exogènes (levains commerciaux par exemple).

La flore microbienne à l’origine de fermentations est donc pour partie naturellement présente dans l’environnement. Les levains sauvages peuvent être présents dans l'air, le sol, l'eau, les produits d'origine animale ou végétale (plantes, peaux animales) et le tractus digestif animal,. De manière positive, le terme de contamination peut ici être utilisé afin de qualifier l'enrichissement et la diversification de la flore microbienne en question.

## Principe
Selon Boddy et Wimpenny, une population microbienne se compose uniquement de microorganismes de mêmes espèces. Si plusieurs espèces de microorganismes sont en présence, l'ensemble sera désigné sous le terme de communauté.
La communauté microbienne constitutive des levains naturels va se développer dans un environnement physico-chimique spécifique caractéristique d’un produit (température, pH, etc.). La croissance de microorganismes induit une variation des caractéristiques du milieu en présence. Ainsi, ce dernier va évoluer et entraîner un développement successif de différentes populations microbiennes, elles-mêmes capables de s’adapter et d’évoluer selon les modifications de l’environnement et ce, jusqu’à l’obtention d’un climax,.
Une forte compétition pour la survie de chaque microorganisme s’instaure au fil du temps. Mais l’action de la communauté des levains naturels est bien plus efficace que l’acte individuel d’un microbe seul, qu’il soit indésirable ou non. Ce sont les nombreuses interactions entre les différentes populations en présence et le milieu d'accueil qui vont permettre la prolongation et l’adaptation du levain naturel,. 
Ainsi, en plus d’assurer la conservation du produit dans le temps, les levains naturels exercent également une bioprotection contre les microorganismes indésirables (pathogènes ou flores d’altération) pour l’homme via la compétition pour l'accès aux ressources présentes dans le milieu (effet barrière), et/ou la production de composés antimicrobiens ou inhibiteurs tels que des bactériocines et des acides organiques. La population constitutive des levains naturels va pouvoir survivre à des conditions de milieu difficile et à des attaques de phages. 
Malgré leur utilisation fréquente dans de nombreuses technologies, les interactions métaboliques, génétiques et nutritionnelles au sein de cette flore microbienne très complexe et leurs impacts sur les produits soulèvent encore de nombreuses questions. Il est ainsi impossible de prévoir leur évolution et a fortiori de la contrôler et l’orienter. De plus, la complexité qualitative et quantitative (entre 8 et 9 log(ufc)/ml) des microorganismes en présence complique l'étude approfondie de cet écosystème microbien. Pour son analyse, il faudrait prendre en compte l'interrelation des microorganismes entre eux, les conditions du milieu qui influencent leur développement et donc l'évolution constante de cet écosystème.

## Propriétés
Depuis plusieurs siècles, les levains naturels sont utilisés dans l’élaboration de produits alimentaires fermentés. Selon Steinkraus, cinq propriétés liées à la fermentation permettent d’expliquer leur utilisation massive :
- La conservation des produits au fil du temps : protection de la matière première grâce à l'acidification ou l’alcoolisation du milieu à la suite d'une diminution du pH entraînée par la production d’acide organique (acide lactique ou acétique)- beaucoup plus bactéricides que les acides forts - et à une diminution du potentiel Rédox. De plus, le nombre important de microorganismes en présence empêche l’installation de flores indésirables via la compétition pour les ressources et la production de composés antimicrobiens (eau oxygénée, bactériocine) : c’est l’effet barrière (« hurdle concept »)[10],

- La détoxification de certains composés inconsommables sans fermentation,
- L’enrichissement de la qualité nutritionnelle : à partir d’une matière première peu différenciée, la fermentation va permettre l’obtention d’un produit aux caractéristiques propres, améliorées[8],
- L’amélioration et l’innovation par exemple des propriétés organoleptiques des produits,
- La réduction du temps de préparation des plats : la fermentation est un premier travail sur le produit. L’aliment est plus digeste et protégé.

De plus, selon Fournier, trois dimensions sont associées aux produits fermentés :
- Une dimension esthétique : changement d’état du produit (un liquide est transformé en solide par exemple),
- Une dimension magique (sic) : détoxification de l’aliment,
- Une dimension nutritionnelle : capacité d’un produit à être amélioré et enrichi afin de satisfaire les besoins d’une population.

## Paramètres influençant le développement des levains
Les paramètres intrinsèques qui affectent le développement des microorganismes sont les suivants :
- pH
- Potentiel d’oxydo-réduction
- Structure de la matière/aliment (liquide ou solide, homogène ou hétérogène)
- Présence éventuelle de composés antimicrobiens
- Nutriments disponibles (eau, énergie, azote, vitamines et minéraux)
- Disponibilité de l’eau (Aw)

Les paramètres extrinsèques influençant le développement des microorganismes sont :
- Température de conservation
- Humidité relative de l’environnement
- Présence et activités d’autres microorganismes
- Présence et concentration de gaz dissous (CO2, O2)

Parmi ces différents paramètres, certains vont plus ou moins influencer le développement des levains naturels. C’est le cas notamment de la température ou du pH.

## Utilisations
De nombreuses matières premières telles que le lait, les fruits, les légumes, la viande, le poisson ou encore les céréales sont fermentescibles. Ce procédé permet, entre autres, d’obtenir différentes sortes de pains, de fromages, de boissons et de pâtes.
La technique est ainsi adaptable à de nombreuses matières premières. Le lien fort établi entre la matière première, l'environnement et le processus de fermentation détermine la nature du produit final. 

## Classification
En 1997, Steinkraus a proposé de classer les produits alimentaires en 8 catégories selon leur type de fermentation :
- La fermentation « texturante » c’est-à-dire conduisant à la production de composés végétaux ou carnés texturés
- Les sauces à viande et pâtes fermentés
- La fermentation lactique
- La fermentation alcoolique
- La fermentation acétique
- La fermentation alcaline
- Le levain panaire
- Les pains sans levain.

Une classification est également possible sur la base de leurs fonctionnalités :
- Les levains technologiques, responsables de l’acidification ou de l’alcoolisation du milieu, sont utilisés lors de la première phase de transformation/fermentation. Ils agissent donc très tôt.
- Les levains d’affinage contribuent au vieillissement du produit. On parle davantage de flores d’affinage ou de surface. Si l’on se réfère à l’étymologie du mot, les flores de surface par exemple ne sont pas des levains à proprement dits.

Ainsi, les levains naturels font exclusivement partie de la catégorie des levains technologiques.

## Histoire
La fermentation est un processus très ancien qui s’est développé, de manière indépendante et simultanée dans plusieurs régions du monde. Des échanges à ce sujet ont pu s’opérer entre les différentes civilisations. Ainsi, la technique aurait été perdue et redécouverte au fil du temps, au sein des différentes populations. Avant l'émergence de véritables organisations sociétales, les produits étaient consommés très vite afin d’empêcher toute altération de la nourriture devenue avariée et source de maladies. Les aliments pouvaient cependant être fumés ou cuits pour essayer de prolonger de quelques jours leur durée de conservation. Les tribus nomades seraient à l'origine de l'émergence de la fermentation il y a plus de 8000 ans av. J.-C. La fermentation spontanée a largement contribué à l'augmentation de la durée de conservation des produits et à la préservation sanitaire de ces derniers,. Une nouvelle fonction, organoleptique cette fois-ci, a ensuite émergé avec la production de vin et de pain. La fermentation du raisin aurait été développée il y a plus de 6000 av. J.-C., en Mésopotamie et dans le Caucase, avant d’être transmise aux pays du pourtour méditerranéen via les échanges commerciaux et culturels et l’expansion romaine. La fabrication de la bière aurait quant à elle été initiée environ 1700 ans av. J.-C. par les Sumériens. Le beurre serait apparu en 3000 av. J.-C. chez ce même peuple en Mésopotamie (Irak actuellement). On leur associe également le développement des procédés de viandes salées, de peaux séchées etc. Le lait, le fromage et le beurre étaient utilisés par les Égyptiens à la même époque.
Des traces de fermentation à base de riz, de miel et de fruits auraient également été relevées en Chine (-9000-3000 av. J.-C.) ainsi que la production d’alcool à base de maïs en Amérique du Sud aux XVe et XVIe siècles. Des saucisses fermentées auraient également été consommées par les anciens peuples chinois et babyloniens à partir de 1500 ans av. J.-C..
Les premières études et découvertes orientées sur les bactéries intervenant dans les processus fermentaires et les levures ont été amorcées autour des années 1660. Mais il faudra attendre 1836 pour que le rôle fermentaire des levures soit véritablement constaté par l’ingénieur et physicien français Charles Cagniard de Latour.
Le rôle des microorganismes - caractéristiques et bénéfices - a été véritablement étudié par Louis Pasteur entre 1857 et 1866. Il s’est intéressé plus particulièrement à la flore microbienne présente dans le lait et le vin mais aussi aux levures de la bière.

## Évolution des pratiques d’utilisation
Même si la progression des connaissances sur les microorganismes a largement contribué à l’accroissement de leur utilisation, le développement de produits fermentés s’explique principalement par une nécessité de conservation des produits et par l’évolution des préférences organoleptiques des consommateurs.
Au XIXe siècle, la production alimentaire s’industrialise, imposant ainsi une standardisation des propriétés organoleptiques des produits. Des levains spécifiques sont sélectionnés afin de remplir les conditions imposées par la production de masse. L'utilisation des levains naturels a ainsi diminué à partir du XXe siècle. La standardisation organoleptique s'oppose à la volonté de garder toute l’authenticité d’un produit, en lien avec son terroir. Ainsi, l'utilisation de levains industriels permet une homogénéisation gustative des produits contrairement aux levains naturels qui laissent davantage de place à la spécificité. Mais peu à peu, de nouvelles attentes gustatives et qualitatives semblent relancer leur utilisation.

## Utilisation en technologie alimentaire
La fermentation spontanée, qui est amorcée par les microorganismes naturellement présents dans les matières premières, est encore utilisée mais de façon très minoritaire. L’amélioration de cette technique a été rendue possible grâce à la technique du repiquage (ou « backslopping » en anglais). Ce procédé va permettre une fermentation du produit par incorporation, dans la production du jour, d’une portion du même produit ou d’un sous-produit  issu de la fabrication de la veille. Le repiquage permet un enrichissement de la flore bactérienne. Ainsi, à la flore présente dans l'environnement de travail et la matière première s'ajoute celle issue de la fermentation du produit de la veille. Cet ajout de ferments de la veille peut être qualifié de levains naturels. Cette technique est notamment utilisée en boulangerie dans la fabrication du pain (levain de type I) mais également pour la production de laits fermentés, saucissons secs, etc. Le repiquage permet de maintenir le lien unissant le produit au savoir-faire des producteurs et à la spécificité du terroir dont il est issu.
L'utilisation des levains naturels requiert l'apprentissage d'une certaine technicité et d’un savoir-faire qui ne permettent pas malgré tout l'obtention à coup sûr d'un produit fini de même qualité à chaque fois. Des problèmes technologiques peuvent apparaître, modifiant ainsi la qualité des produits et à l’extrême la confiance des consommateurs, si les produits deviennent trop différents. Des pertes financières sèches peuvent en résulter. Cela permet d’expliquer, entre autres, le délaissement des levains naturels au profit de ferments sélectionnés et standardisés qui assurent une production aux qualités organoleptiques homogènes. Ainsi, de nos jours, les produits fermentés utilisés en industrie se composent principalement de ferments sélectionnés. Généralement, le complexe microbien est combiné à des matières premières animales ou végétales pour le processus fermentaire.
Les levains naturels sont obtenus à la suite du développement d'une microflore complexe (bactéries lactiques, moisissures, levures) prolongé par repiquage successifs. Les moisissures seules sont davantage considérées comme une flore de couverture. Les microorganismes les plus utilisés dans les processus de fermentation sont Lactobacillus et Saccharomyces. De par leur facilité d’adaptation, ils sont présents sur tous les continents. L’usage des microorganismes va cependant dépendre du résultat attendu. Ainsi, exceptions gardées, les bactéries vont être employées pour produire de l’acide lactique alors que les levures (surtout saccharomyces) vont permettre la production d’éthanol.
Parmi les microorganismes présents couramment dans les produits fermentés, certains vont se retrouver dans les levains naturels. Le tableau ci-dessous présente quelques microorganismes fermentaires présents dans les aliments : 
| Nom du produit      | Origine                | Matière première                 | Flore(s) principale(s) |
| ------------------- | ---------------------- | -------------------------------- | --- |
| Pain                | Multi origine          | Farine de graines                | Levure (99 %), LAB |
| Beurre              | Multi origine          | Lait                             | Lactococcus, Ln spp. |
| Fromage             | Multi origine          | Lait                             | Lactobacillus spp, Lactococcus spp, Ln spp.                                                                                          |
| Yaourt              | Multi origine          | Lait                             | Lb bulgaricus, Streptococcus thermophilus                                                                                            |
| Kéfir               | Multi origine          | Lait                             | LAB, levures |
| Chocolat            | Amérique latine        | Fève de cacao                    | LAB, levures |
| Vin                 | Multi origine          | Raisin                           | Saccharomyces cerevisiae, Saccharomyces bayanus                                                                                      |
| Kimchi              | Corée                  | Radis blanc, chou chinois        | LAB (Lb plantarum, Lb brevis), Streptococcus faecalis, Ln mesenteroides, Pediococcus pentosaceus                                     |
| Kivunde             | Tanzanie               | Manioc                           | LAB |
| Fufu et Lafun       | Nigeria                | Manioc                           | LAB, Bacillus, coliformes, Enterococcus, Klebsiella, Candida                                                                         |
| Attieke             | Côte d'Ivoire          | Manioc                           | LAB (Ln mesenteroïdes subsp. mesenteroïdes, Ec faecalis)                                                                             |
| Gari                | Afrique de l'Ouest     | Manioc                           | LAB, Alacaligenes, Corynebacterium, Lb plantarum                                                                                     |
| Agbelina            | Côte d’Ivoire, Ghana   | Manioc                           | Lbs brevis, Lb plantarum, Ln mesenteroïdes, Candida krusei                                                                           |
| Tempeh              | Indonésie              | Soja jaune                       | Rhizopus ssp. |
| Olive               | Italie, Grèce, Turquie | Olive                            | Ln, Pediococcus, Lb plantarum |
| Pickles             | Turquie                | Concombre                        | Lb plantarum, Lb pentosaceus, Ln mesenteroides, Pc cerevisiae                                                                        |
| Miso                | Japon                  | Soja                             | Aspergillus oryzae |
| Rabadi              | Inde                   | Orge, Babeurre                   | Pas d'information |
| Selroti             | Himalayas              | Riz, maïs, millet…               | LAB (Ln mesenteroïdes, Ec faecium, Pc pentosaceus, Lb curvatus), Saccharomyces cerevisiae, S kluyveri, Debaryomyces hansenii, Pichia |
| Injear              | Éthiopie               | Sorgho, tef                      | LAB |
| Hussuwa             | Afrique                | Sorgho                           | Pas d'information |
| Soibum              | Inde                   | Pousse de bambou                 | Pas d'information |
| Ekung, eup, hirring | Inde                   | Pousse de bambou                 | Lb plantarum, Lb brevis, Lb casei, Lb fermentum, Lactococcus, Tetragenococcus                                                        |
| Gundruk, khalpi     | Népal                  | Chou, moutarde, feuille de radis | LAB (Lb plantarum, Lb brevis, Lb pentosaceus)                                                                                        |

Tableau 1 : Liste non exhaustive de produits alimentaires fermentés par des levains naturels. LAB: bactéries lactiques, Ln: Leuconostoc, Lb: Lactobacillus, Pc: Pediococcus, Ec: Enterococcus, S: Saccharomyces (D’après Yann Demarigny, enseignant chercheur à l’ISARA-Lyon, 2014)

L’utilisation de levains naturels confère au produit un goût acide (acide lactique) ou alors alcalin et/ou alcoolique.

### La technologie panaire
Pour réaliser le levain utilisé en technologie panaire, la flore microbienne doit être ajoutée à un mélange de farine et d’eau. Après deux phases successives de fermentation induites par des bactéries lactiques puis des levures, le levain est prêt à être ajouté à la pâte à pain.

## Avantages et inconvénients
Les bénéfices liés à l’utilisation des levains naturels sont nombreux : transformation biologique et chimique du produit induisant une amélioration de saveur et de texture, préservation des produits périssables, augmentation de l’apport nutritionnel, dégradation des composés indésirables rendant le produit impropre à la consommation, amélioration de la digestibilité avec une meilleure tolérance au lactose, propriétés probiotiques, production d'enzymes, de vitamines et minéraux, production de composés antimicrobiens et vertus médicinales.
Plus précisément, pour les levains naturels repiqués, l’on peut également citer les bénéfices suivants :
- obtention de caractéristiques organoleptiques spécifiques,
- méthode à coût peu élevé,
- optimisation des ferments utilisés
- valorisation de produits non utilisables sans fermentation.

Les levains naturels ne sont cependant pas adaptables à toutes les technologies. En effet, en dépit des précautions prises, une contamination du produit par des microorganismes indésirables peut toujours se produire lors du repiquage. Par ailleurs, l’usage de ces levains est extrêmement technique (compétence et savoir-faire). Du fait de la complexité de ces écosystèmes, l’apparition de certains défauts peut se révéler difficile à résoudre sans changer de levain.